# The Best of The Vines
The Best of The Vines é uma coletânea do The Vines lançada em 2008.

## Ficha Técnica
Greatest hits de The Vines
Lançado em: EUA: 11 de março de 2008
Austrália: 5 de abril de 2008
Reino Unido: 5 de maio de 2008
Gravado: Julho 2001-fevereiro de 2002 The Factory Sound (Hollywood, Califórnia), 2003 Bearsville Studios (New York), 2005 estúdios de Leitura (Sydney)
Gênero: Rock alternativo
Rock de garagem
Post-grunge
Neo-psicodelia
Comprimento: 54:37
Etiqueta: Capitol Records
Produtor: Rob Schnapf, Wayne Connolly, The Vines[2]
The Best of The Vines é uma compilação da banda The Vines e contém uma selecção de singles e faixas de álbuns de seus três primeiros álbuns lançados em Capitol Records. A banda não tem uma palavra a dizer na liberação de ter sido abandonado pela Capitol Records em 2007, no entanto, eles escolheram as músicas.[1][2]

## Faixas
1. Get Free (de Highly Evolved) - 2:06
2. Ride (de Winning Days) - 2:36
3. Highly Evolved (de Highly Evolved) - 1:35
4. Winning Days (de Winning Days) - 3:33
5. Outtathaway (de Highly Evolved) - 3:02
6. Autumn Shade (de Highly Evolved) - 2:18
7. Autumn Shade II (de Winning Days) - 3:14
8. Factory (de Highly Evolved) - 3:12
9. Animal Machine (de Winning Days) - 3:28
10. Don't Listen to the Radio (de Vision Valley) - 2:12
11. Vision Valley (de Vision Valley) - 2:42
12. Homesick (de Highly Evolved) - 4:53
13. Fuck the World (de Winning Days) - 3:41
14. Spaceship (de Vision Valley) - 6:07
15. Anysound (de Vision Valley) - 1:55
16. Sun Child (de Winning Days) - 4:33

## Pessoal
Craig Nicholls - voz, guitarra, teclas, moog
Ryan Griffiths - guitarras, teclas, percussão, backing vocals
Hamish Rosser - bateria, percussão e backing vocals
Dave Oliffe - bateria em "Highly Evolved", "Autumn Shade", "Outtathaway", "Homesick" (outro apenas)
Joey Waronker - bateria em "Get Free"
Pete Thomas - bateria em "Factory", "Homesick" (excerpt)
Patrick Matthews - baixo
Andy Kent - baixo
Amanda Brown - violino
Rowan Smith - violino
Sophie Glasson - violoncelo
Roger Joseph Manning Jr. - Teclados